# 뉴지엄
뉴지엄(영어: Newseum)은 미국 워싱턴 D.C.에 있는 뉴스와 언론에 대한 양방향형 박물관이다.